# Spjuttjärnen (Långseruds socken, Värmland)
Spjuttjärnen är en sjö i Säffle kommun i Värmland och ingår i Göta älvs huvudavrinningsområde. Sjöns area är 0,011 kvadratkilometer och den befinner sig 195,7 meter över havet.